# Grandi (cognome)
Grandi è un cognome di lingua italiana.

## Varianti
De Grandi, De Grandis, Del Grande, Di Grandi, Grand, Grande, Grandese, Grandesso, Grandicelli, Grandin, Grandinetti, Grandinetto, Grandini, Grandino, Grandis, Grando, Grandone, Grandoni, Grandotti, Grandotto, Lo Grande.

## Origine e diffusione
Il cognome è panitaliano con prevalenza in Emilia-Romagna soprattutto nelle zone di Modena e Reggio Emilia.
Potrebbe derivare da un soprannome legato alla statura o alla corporatura del capostipite, risultando quindi analogo a cognomi quali Alti, Grassi e Grossi e opposto a Piccoli; alternativamente potrebbe essere legato a caratteristiche sociali o morali, quali la grandezza d'animo, risultando quindi simile a Magni.
Le varianti Grandis, Grandin e Grandesso sono tipiche del Triveneto; Lo Grande è meridionale, specialmente siciliano.

## Persone
- Achille Grandi –  politico e sindacalista italiano
- Alessandro Grandi – compositore italiano vissuto nel primo barocco
- Alfiero Grandi – politico e sindacalista italiano